# Jánis Arnold Roze
Pour les articles homonymes, voir Roze et Jānis Roze.
Jánis Arnold Roze est un herpétologiste américain né en 1926 en Lettonie.
Il est professeur émérite de biologie du City College of New York et a été associé au Muséum américain d'histoire naturelle.

## Taxons nommés en son honneur
- Pristimantis rozei (Rivero, 1961)
- Amphisbaena rozei Lancini, 1963
- Gonatodes rozei Rivero-Blanco & Schargel, 2012
- Porthidium lansbergii rozei (Peters, 1968)

## Quelques taxons décrits
- Anilius scytale phelpsorum Roze, 1958
- Anolis eewi Roze, 1958
- Anolis paravertebralis Bernal-Carlo & Roze, 2005
- Anolis umbrivagus Bernal-Carlo & Roze, 2005
- Atractus duidensis Roze, 1961
- Atractus insipidus Roze, 1961
- Atractus lancinii Roze, 1961
- Atractus riveroi Roze, 1961
- Atractus steyermarki Roze, 1958
- Bothrops taeniata lichenosa (Roze, 1958)
- Caecilia flavopunctata Roze & Solano, 1963
- Chironius monticola Roze, 1952
- Drymarchon margaritae Roze, 1959
- Erythrolamprus breviceps canaima (Roze, 1955)
- Erythrolamprus ingeri (Roze, 1958)
- Erythrolamprus mertensi (Roze, 1964)
- Erythrolamprus pseudocorallus Roze, 1959
- Erythrolamprus reginae zweifeli (Roze, 1959)
- Erythrolamprus trebbaui (Roze, 1958)
- Erythrolamprus williamsi (Roze, 1958)
- Gonatodes taniae Roze, 1963
- Microcaecilia rabei (Roze & Solano, 1963)
- Micruroides euryxanthus neglectus Roze, 1967
- Micrurus bogerti Roze, 1967
- Micrurus brasiliensis Roze, 1967
- Micrurus catamayensis Roze, 1989
- Micrurus diana Roze, 1983
- Micrurus lemniscatus carvalhoi Roze, 1967
- Micrurus margaritiferus Roze, 1967
- Micrurus medemi Roze, 1967
- Micrurus meridensis Roze, 1989
- Micrurus nebularis Roze, 1989
- Micrurus petersi Roze, 1967
- Micrurus remotus Roze, 1987
- Micrurus stuarti Roze, 1967
- Neusticurus racenisi Roze, 1958
- Thamnodynastes chimanta Roze, 1958
- Tropidurus bogerti Roze, 1958